# Lower Hill Side
Lower Hill Side es una localidad de Trinidad y Tobago, que forma parte de la ciudad de San Fernando.

## Geografía
La localidad abarca parte de la isla Trinidad y limita al norte con San Fernando y Mon Repos, al sur con Les Efforts East, al este con Navet Village y al oeste con Paradise.

## Demografía
Datos demográficos de la localidad de Lower Hill Side:
| Gráfica de evolución demográfica de Lower Hill Side entre 2000 y 2011 |
|                                                                       |